# Dominique Piéchaud

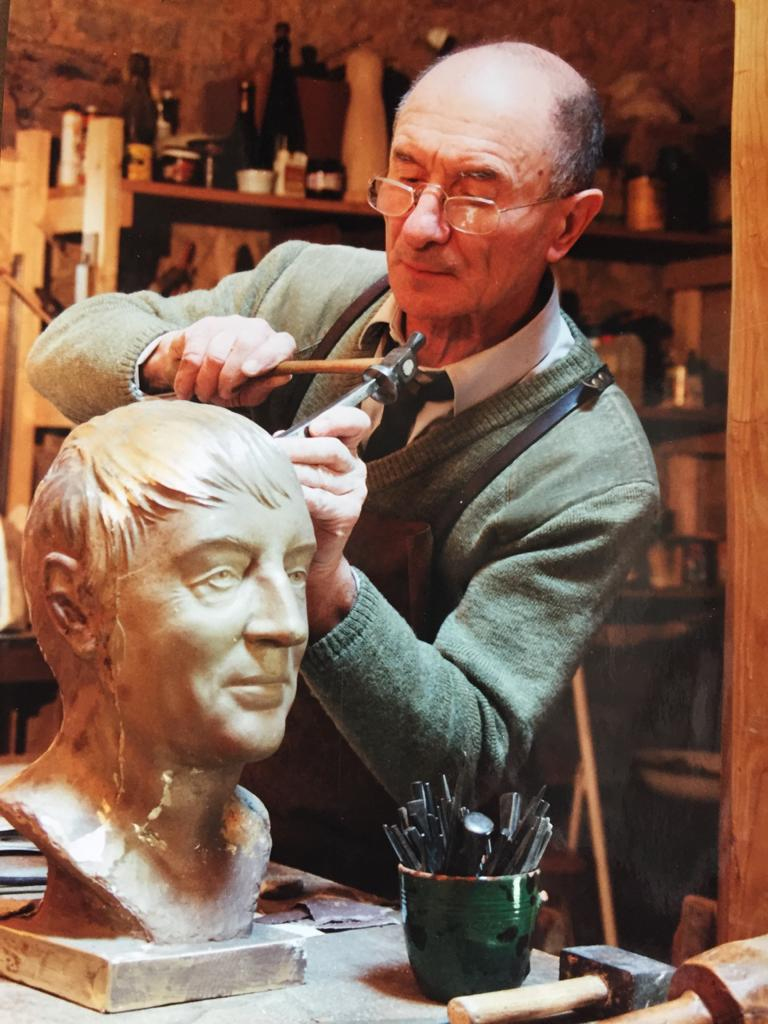
Dominique Piéchaud

Dominique Pierre Piéchaud (* 15. März 1922 in Bordeaux; † 29. September 2011 in Loudun) war ein französischer Bildhauer und Medailleur.

## Herkunft und Ausbildung
Dominique Piéchaud, das älteste von sieben Geschwistern, war ein Sohn des Arztes und Physiologen Ferdinand Piéchaud (1890–1958), der als Professor an der medizinischen Fakultät der Universität Bordeaux lehrte und künstlerischen Kreisen und zahlreichen Kunstsammlern nahestand. Die Mutter, Louise Moreau, war die Tochter eines Weinhändlers, der ebenfalls in Künstlerkreisen verkehrte.
Als Jugendlicher nahm er Unterricht im Atelier des Malers und Keramikers René Buthaud (1886–1986). Zu Beginn des Zweiten Weltkriegs trat er in die Kunstschule von Bordeaux (französisch École des beaux-arts de Bordeaux) ein, die zu dieser Zeit unter der Leitung des Malers und Bildhauers François-Maurice Roganeau (1883–1973) stand. Als er während des Krieges zum Pflichtarbeitsdienst Service du travail obligatoire nach Deutschland geschickt wurde, arbeitete er bei dem Bildhauer Anton Nagel in Trier, der während seines Studiums an der Kunstakademie Leipzig ein Schüler Max Klingers  war. Nachdem der französische Bildhauer Joseph Rivière (1912–1961) seine Tätigkeit bei Anton Nagel beendet hatte, folgte ihm Dominique Piéchaud als dessen neuer Schüler.

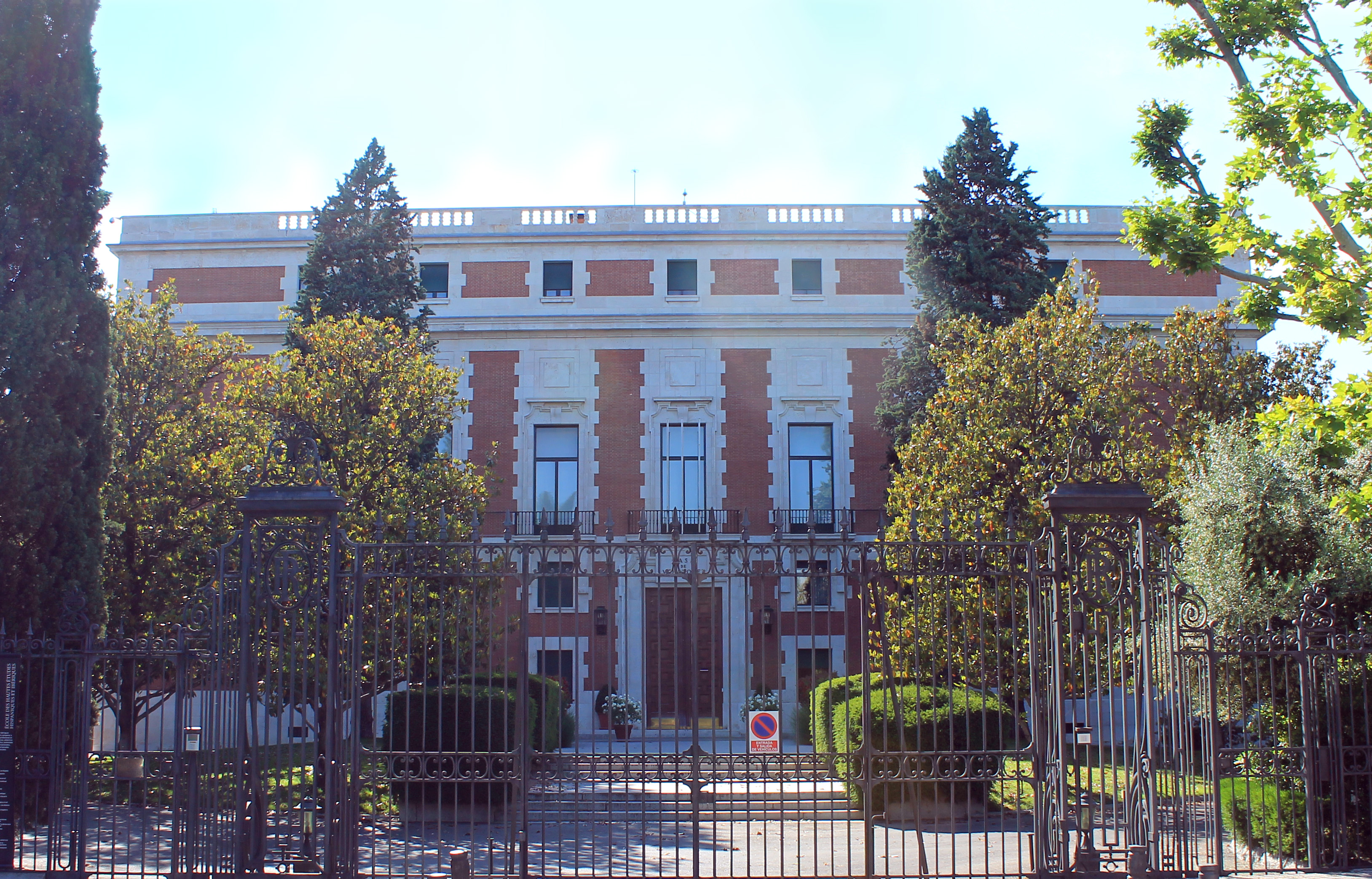
Casa de Velázquez in Madrid

Nach seiner Rückkehr nach Bordeaux schloss er sich gemeinsam mit den Malern René Bouilly und Jean-Gérard Carrère und dem Bildhauer Hugues Maurin dem „Atelier des Isopolystes“ an. Von 1957 bis 1958 war er Stipendiat der Stadt Bordeaux und wohnte in dieser Zeit in der „Casa de Velázquez“ in Madrid.

## Künstlerische Karriere
Piéchaud fertigte ab den 1950er Jahren eine Sammlung religiöser Kunst und frühmittelalterlichen Schmucks in Bronze und Emaille an. Ab den 1960er Jahren stellte er seine Objekte in Handarbeit in Bordeaux und später in Poitou-Charentes her. Ab 1981 hieß seine Werkstatt „Les Tailleurs d’images“. Nachdem sein Sohn Stephan die Werkstatt von 1987 bis 2011 geführt hatte, übernahm sie sein Enkel, Louis-Guillaume Piéchaud, ein Goldschmied aus Charente.
Piéchauds Büsten, Modelle, Medaillen und Zeichnungen „blieben stets sehr klassisch, zeigen aber eine geschickte Hand und große Sensibilität“. Seine Werke stellte er regelmäßig, hauptsächlich in seiner Heimatstadt in Bordeaux, insbesondere im „Salon des Indépendants“, aus.

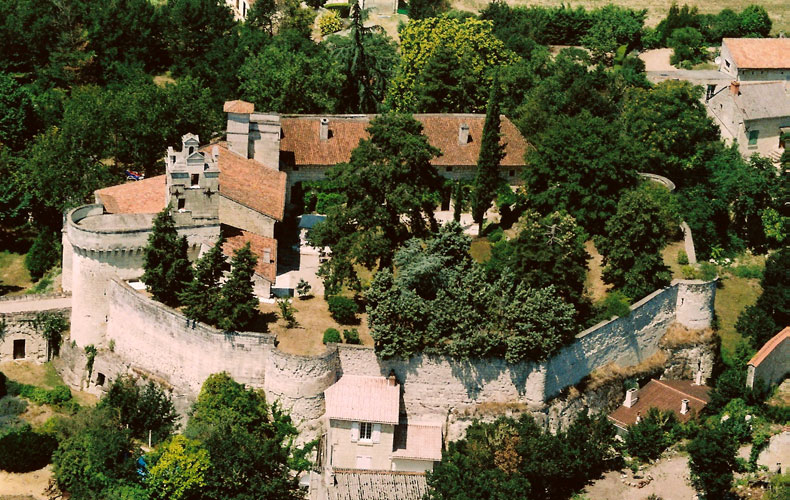

Im Jahr 1964 erwarb er gemeinsam mit seiner Frau Maria-Theresia, geb. Nagel, das westlich von Loudon in Ranton gelegene Château de Ranton, das zu Beginn des Hundertjährigen Krieges zwischen 1340 und 1345 zur Verteidigung der königlichen Stadt Loudun errichtet worden war.
Als leidenschaftliche Liebhaber alter Gemäuer restaurierten sie mit Hilfe ihres Sohnes mehrere historische Gebäude, darunter das „Château de Vermette“ (1968) in La Chapelle-Gaudin, das „Château de Tennessus“ (1975) in Amailloux (beide im Département Deux-Sèvres gelegen) und die „Abbaye Notre-Dame de Nanteuil“ (1980) in Nanteuil-en-Vallée.
Dominique Piéchaud starb im September 2011 in Loudun.

## Werke
Medaillen
- 1950: Pape Pie XII
- 1957: Docteur H. Blanchot
- 1958: Professeur Ferdinand Piéchaud
- 1966: Professeur André Lavignolle
- 1969: Professeur Jean Despons
- Der selige Alain de Solminihac, aufbewahrt in der Abtei Chancelade

Skulpturen
- Tabernakel der Kirche von Saint-Gervais und Saint-Protais de Moncoutant
- Tabernakel der Kirche von Saint-Denis de Montmoreau
- Liturgisches Mobiliar der Kirche St-Martin (Gensac-la-Pallue)[13]
- Liturgisches Mobiliar der Kirche Saint-Vincent de Podensac[14]
- Tabernakel der Kirche von Vergt
- Altar der Kapelle des Gymnasiums Saint-Genès La Salle in Bordeaux
- Krippe aus Holz und polychromem Terrakotta (1972: Meilleur Ouvrier de France)

Zeichnungen
- 1958: Détail d’un temple bouddhiste (deutsch Detail eines buddhistischen Tempels), Tusche und Lavierung auf Papier 490 × 508 mm, ausgestellt im Musée des Beaux-Arts de Bordeaux[15]
- Le cours du Lanza Kiang: défilé de Hogg (deutsch Der Lanza-Kiang-Kurs: Parade von Hogg), Feder und Tuschelavierung auf Papier, 505 × 495 mm, ausgestellt im Musée des Beaux-Arts de Bordeaux[16]

## Ausstellungen
- Salon des indépendants[17]

## Auszeichnungen
- Ordre de Saint-Michel (Michaelsorden)[18] überreicht durch Herzog Jaime de Borbón.
- 1972: Meilleur Ouvrier de France (bester Handwerker in Frankreich)

## Familie
Dominique Piéchaud war seit 1947 mit Maria-Theresia Nagel, Tochter des deutschen Bildhauers Anton Nagel, verheiratet. Ihr einziger Sohn, Stephan, wurde 1950 in Bordeaux geboren.